# Passiflora spinosa
Passiflora spinosa (Poepp. & Endl.) Mast. – gatunek rośliny z rodziny męczennicowatych (Passifloraceae Juss. ex Kunth in Humb.). Występuje naturalnie w Kolumbii, Wenezueli, Ekwadorze, Peru, Boliwii i Brazylii (w stanach Acre, Amazonas, Mato Grosso, Pará, Rondônia oraz Roraima).

## Morfologia
PokrójZdrewniałe, trwałe, owłosione liany.
LiściePodłużnie, zaokrąglone u podstawy. Mają 10–21 cm długości oraz 4,5–9 cm szerokości. Całobrzegie, ze spiczastym wierzchołkiem. Ogonek liściowy jest owłosiony i ma długość 10–30 mm. Przylistki są nietrwałe.
KwiatyPojedyncze lub zebrane w pary. Działki kielicha oraz płatki są podłużne. Przykoronek ułożony jest w 1–2 rzędach, 1–2 mm długości.
OwoceSą jajowatego lub elipsoidalnego kształtu. Mają 5–6 cm długości i 2,5 cm średnicy.

## Biologia i ekologia
Występuje w wiecznie zielonych lasach na wysokości do 1300 m n.p.m.